# 1983年優秀射手演習

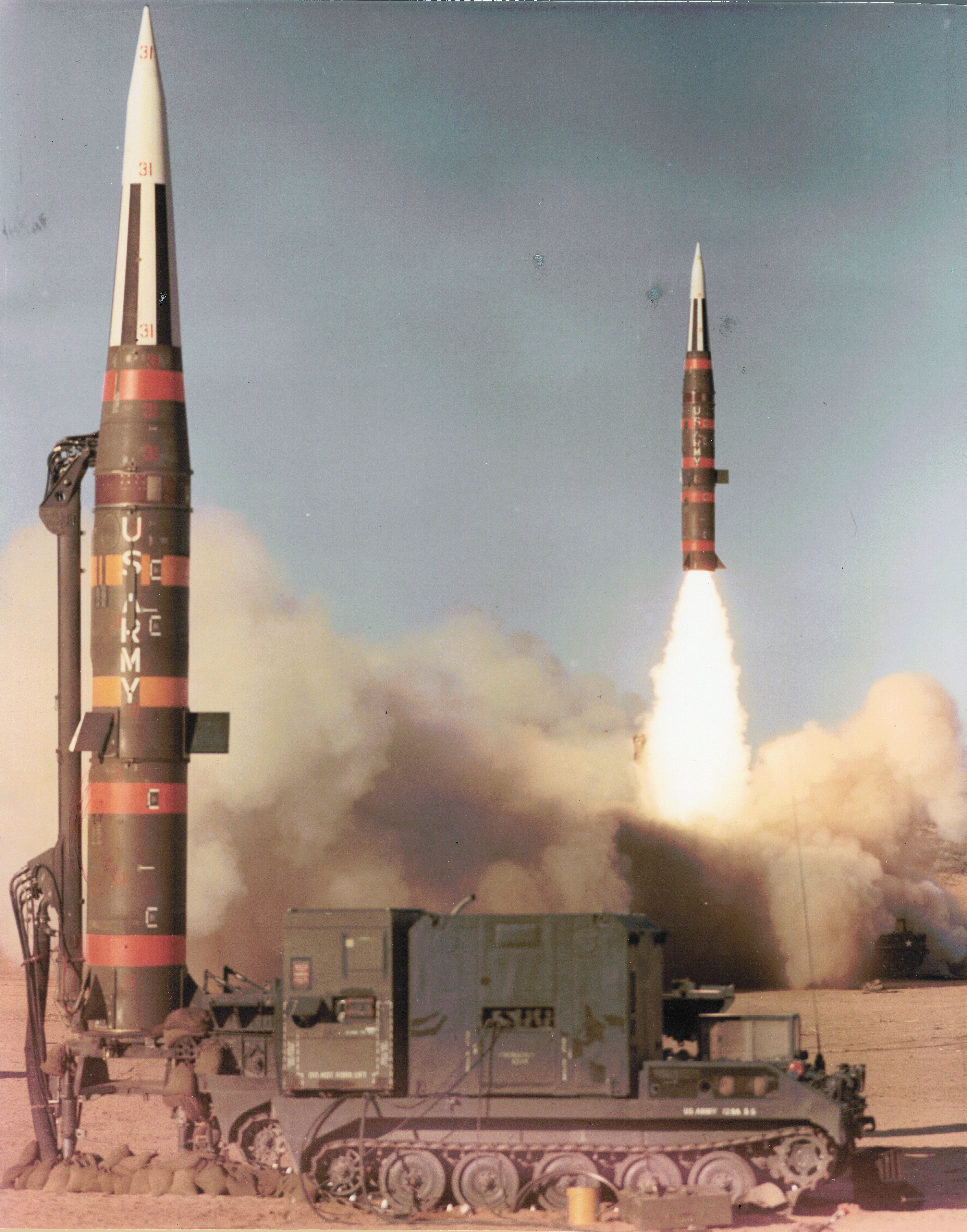
潘興飛彈是當時問世的長程飛彈中較精確一種，掀起冷戰緊張。

1983年優秀射手演習（也称“神箭手”、“神箭手83”演习）是北大西洋公約組織在1983年11月2日開始舉行的例行軍事演習。英、美兩國的監聽人員發現華約國家的通信量和緊急程度突然急遽升高，跡象顯示核战争即將來臨的警報已經發佈。克里姆林宮的領導人也认为西方国家即将要动用核武器攻击苏联。

## 起因
1980年代初期速度極快的潘興二型导彈適合這種精確打擊任務。蘇聯領導人下令動員情報資源，進行尋找北約備戰跡象的任務。

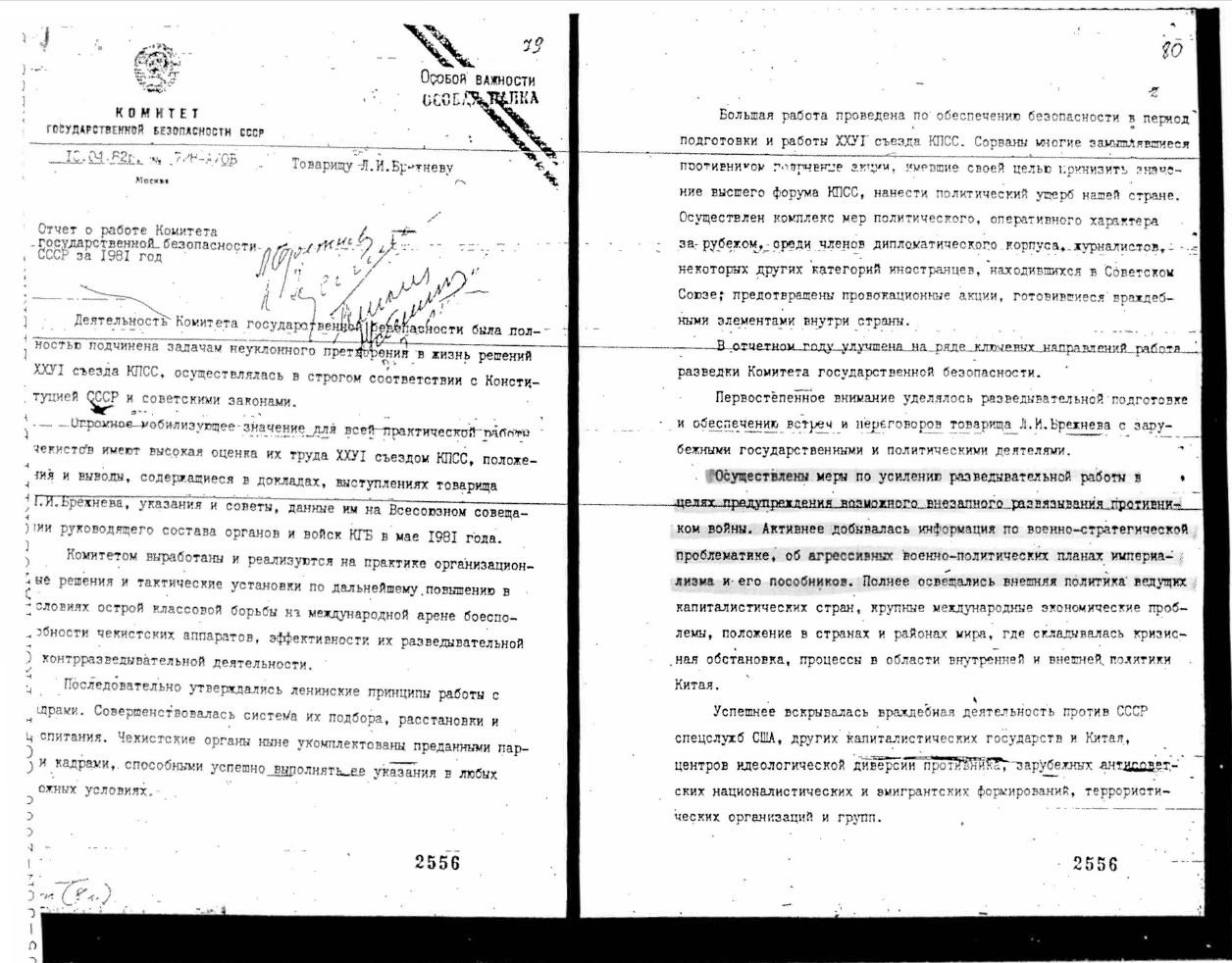

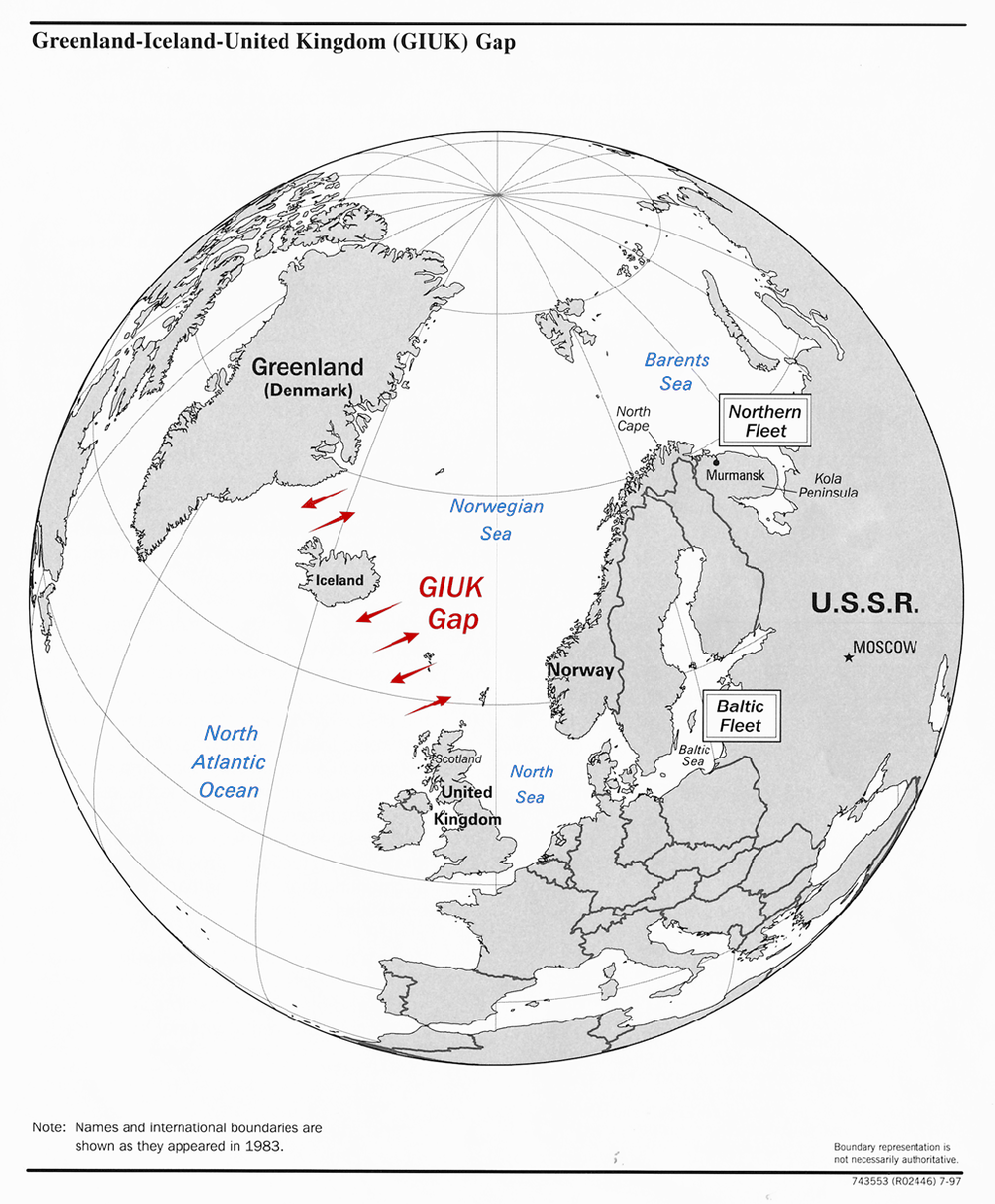

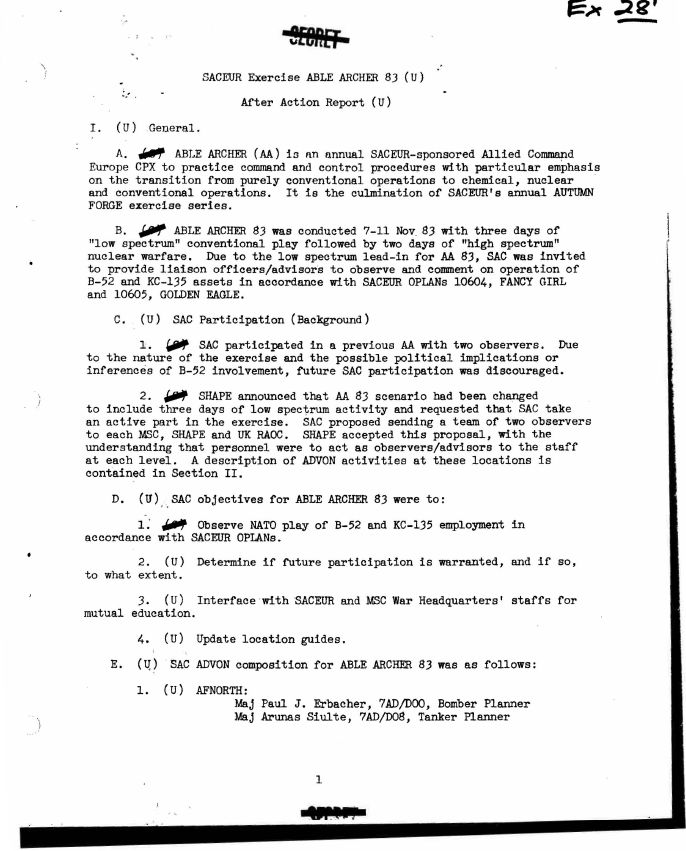

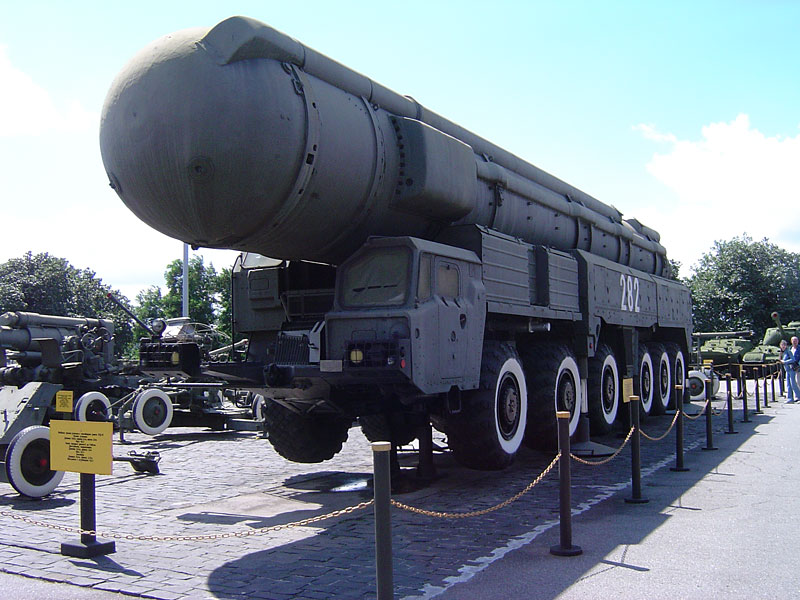

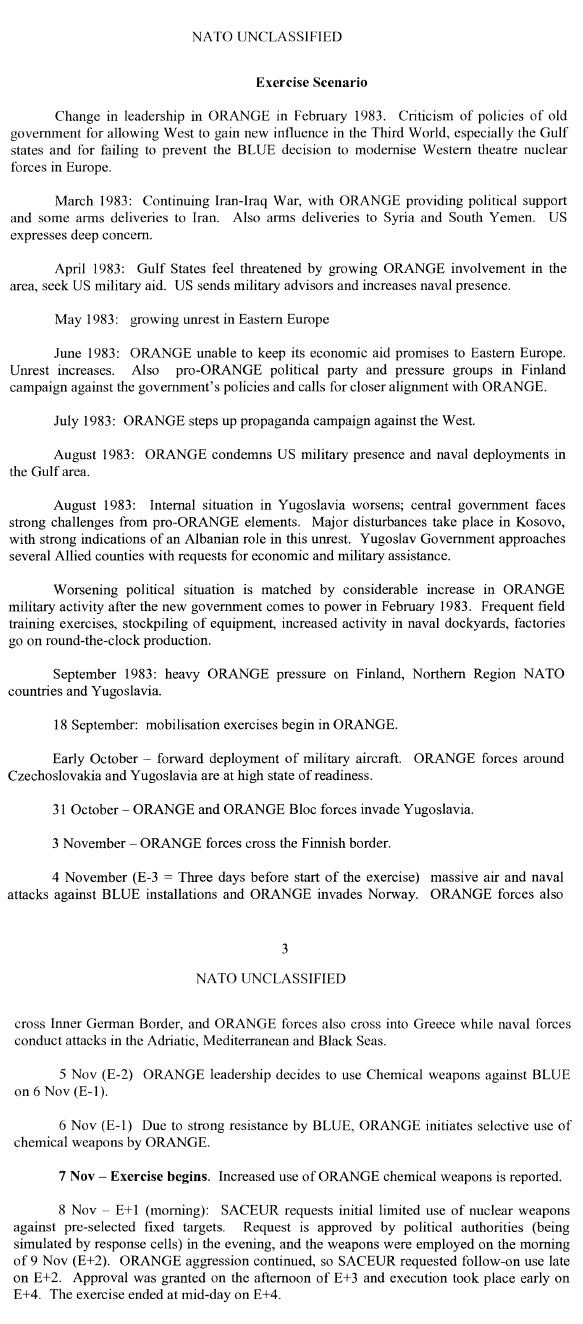